# Leil
Leil est un roi légendaire de l’île de Bretagne (actuelle Grande-Bretagne), dont l’« histoire » est rapportée par Geoffroy de Monmouth dans son Historia regum Britanniae (vers 1135). Il est le fils du roi Brutus au Vert Écu. Son règne aurait duré 25 ans.

## Le royaume de l’île de Bretagne
Après la guerre de Troie, Énée arrive en Italie, avec son fils Ascagne et devient le maître du royaume des Romains. Son petit-fils Brutus est contraint à l’exil après avoir accidentellement tué son père. Après une longue navigation, Brutus débarque dans l’île de Bretagne, l’occupe et en fait son royaume. Il épouse Innogen dont il a trois fils. À sa mort, le royaume est partagé en trois parties et ses fils lui succèdent : Locrinus reçoit le centre de l’île à qui il donne le nom de « Loegrie », Kamber reçoit la « Cambrie » (actuel Pays de Galles) et lui donne son nom, Albanactus hérite de la région du nord et l’appelle « Albanie » (Écosse). C’est le début d’une longue liste de souverains.

## Leil
Leil est le fils de Brutus au Vert Écu, dont le règne avait duré 12 ans. Selon Geoffroy de Monmouth, c’est un « homme de paix et de justice ». Il construit notamment la ville de Kaerleil (ville de Leil) dans le nord. Son règne, qui dure 25 ans, est contemporain de la construction du temple de Jérusalem par Salomon que fréquentait la reine de Saba et du roi Silvus Epitus à Albe la Longue. À la fin, la vieillesse entraine le déclin de son autorité et une guerre civile éclate.
C’est à son fils Rud Hudibras qu’incombe le rétablissement de la paix.

## Sources
- (en) Peter Bartrum, A Welsh classical dictionary: people in history and legend up to about A.D. 1000, Aberystwyth, National Library of Wales, 1993 (ISBN 9780907158738), p. 454-455  LEIL (Fictitious). (954-929 B.C.)
- Geoffroy de Monmouth, Histoire des rois de Bretagne, traduit et commenté par Laurence Mathey-Maille, Les Belles lettres, coll. « La Roue à livres », Paris, 2004,  (ISBN 2-251-33917-5).